# Janet Guthrie
Janet Guthrie (Iowa City, Iowa, 7 de março de 1938) é uma ex-automobilista e a primeira mulher a se classificar e competir em 500 Milhas de Indianápolis e 500 Milhas de Daytona.

## Carreira
Guthrie foi originalmente uma engenheira aeroespacial e após graduar-se da Universidade de Michigan, ela trabalhou com aviação. Ela começou a corrida em 1963 na SCCA em um Jaguar XK 140 e em 1972, ela correu o tempo inteiro.

### NASCAR[1]
Na 600 Milhas de Charlotte de 1976, Guthrie terminou em 15º, tornando-se a primeira mulher a competir em um NASCAR Winston Cup corrida no oval de Charlotte Motor Speedway. Guthrie iria continuar a competir em quatro mais corridas nessa temporada. Na temporada seguinte(1977), ela competiu em seu primeira 500 Milhas de Daytona, iria em 12º, quando o motor do seu carro explodiu dois cilindros com dez voltas do fim. Para a corrida, porém, ela ainda ganhou a honra do Rookie of the Year.
Em geral, Guthrie passou a competir em 33 corridas da NASCAR em quatro temporadas. Seu melhor resultado foi o sexto lugar em Bristol em 1977, é o melhor resultado por uma mulher em uma corrida de NASCAR de alto nível, agora atualmente ligada com Danica Patrick em 2014.

### Formula Indy
Guthrie fez a classificação da Indy 500 e competiu em Indianápolis em 1977, mas terminou em 29º lugar com problemas de motor. Ela iria competir em três mais 500 Milhas de Indianápolis, e terminaria em nono lugar na corrida de 1978. Em geral, ela competiu em 11 corridas da IndyCar e seu melhor resultado foi um quinto lugar. Durante sua tentativa mal sucedida para se qualificar para a corrida de 1976, muitos dos pilotos de um esporte com presença majoritária de homens afirmou que a única razão para que ela não se classificou foi principalmente devido ao seu gênero. Estes comentários enfureceu então tricampeão A.J. Foyt: a alegação do automobilista era que Guthrie tinha feito a classificação de quatro voltas cronometradas ao redor da pista de Indianápolis, usando suas costas sobre o carro. Ela tinha sido classificada, ela teria feito assim em nono. Foyt alertou ao estado que a única razão de Guthrie não se classificou foi devido à falta de fundos para sua equipe e não por causa de seu gênero.

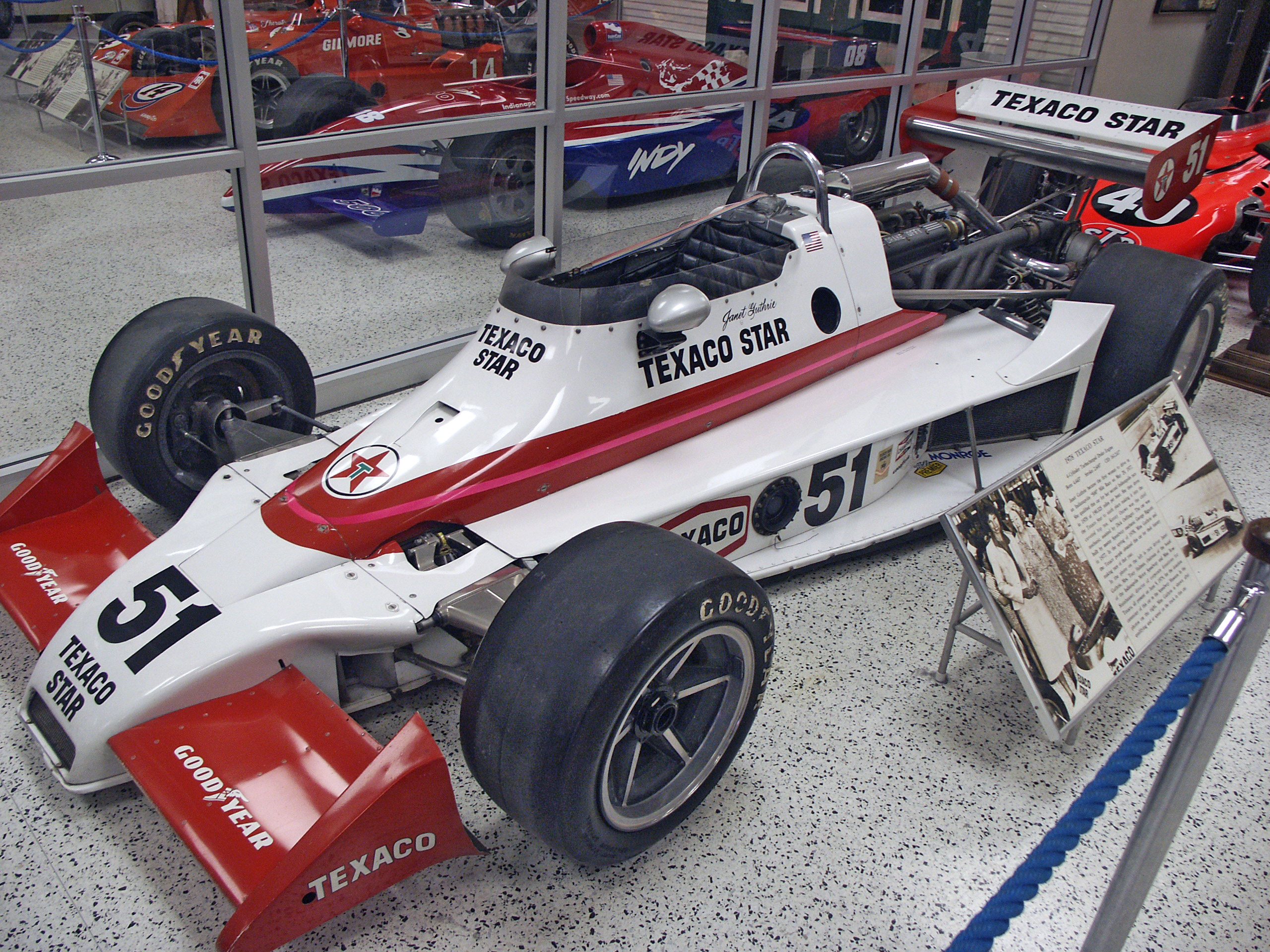
Um Wildcat 3-DGS, onde Janet Guthrie para terminaria em nono lugar nas 500 Milhas de Indianápolis de 1978.

No entanto, o lugar de Guthrie na história da procura feminina por lugar no automobilismo foi assegurado maciçamente. Em 1979, um conjunto de cartas comerciais dá destaque a Guthrie com nome e foto. Seu capacete e a corrida pode ser encontrado na Smithsonian Institution e Guthrie foi um dos primeiros eleitas para o Internacional Sports Hall of Fame. Ela foi introduzida o International Motorsports Hall of Fame em 27 de abril de 2006.

#### Resultados nas 500 Milhas de Indianápolis
| Ano  | Chassi    | Motor    | Classificação                  | Chegada                        |
| ---- | --------- | -------- | ------------------------------ | ------------------------------ |
| 1976 | Coyote    | Foyt     | Sem tentativa de classificação | Sem tentativa de classificação |
| 1977 | Lightning | Offy     | 26°                            | 29°                            |
| 1978 | Wildcat   | DGS      | 15°                            | 9°                             |
| 1979 | Lola      | Cosworth | 14°                            | 34°                            |
| 1980 | Lightning | Cosworth | Sem classificação              | Sem classificação              |